# Кудагі (Каліфорнія)
Кудагі, Кудахі (англ. Cudahy; KUD|ə-hay) — місто (англ. city) в США, на південному сході округу Лос-Анджелес штату Каліфорнія. Населення — 22 811 особа (2020). Кудагі займає передостаннє місце за площею серед міст округу і одне з перших по густоті населення. Більшу частину населення міста складають іммігранти-латиноамериканці.

## Історія
Місто Кудагі назване на честь свого засновника, підприємця м'ясної промисловості Майкла Кадага, який у 1908 році придбав 11,2 км² землі ранчо Сан-Антоніо. Статус міста Кудагі отримало 10 листопада 1960 року.

## Географія
Висота центру населеного пункту — 37 метра над рівнем моря. Кудагі межує з містами Белл на півночі, Белл-Гарденс на сході, з Саут-Гейтом на півдні та південному заході та Хантінгтон-Парком на заході.
Кудагі розташоване за координатами 33°57′50″ пн. ш. 118°10′57″ зх. д. / 33.96389° пн. ш. 118.18250° зх. д. (33.964003, -118.182561). За даними Бюро перепису населення США в 2010 році місто мало площу 3,18 км², з яких 3,04 км² — суходіл та 0,13 км² — водойми.

## Демографія

### Перепис 2010
Згідно з переписом 2010 року, у місті мешкало 23 805 осіб у 5607 домогосподарствах у складі 4989 родин. Густота населення становила 7497 осіб/км². Було 5770 помешкань (1817/км²).
Расовий склад населення:
| - 49,2 % — білих - 1,4 % — чорних або афроамериканців - 1,0 % — корінних американців - 0,6 % — азіатів - 0,1 % — вихідців з тихоокеанських островів - 43,4 % — осіб інших рас |

До двох чи більше рас належало 4,3 %. Частка іспаномовних становила 96,0 % від усіх жителів.
За віковим діапазоном населення розподілялося таким чином: 35,0 % — особи молодші 18 років, 59,9 % — особи у віці 18—64 років, 5,1 % — особи у віці 65 років та старші. Медіана віку мешканця становила 27,0 року. На 100 осіб жіночої статі у місті припадало 98,3 чоловіків; на 100 жінок у віці від 18 років та старших — 95,5 чоловіків також старших 18 років.
Середній дохід на одне домашнє господарство становив 45 212 долари США (медіана — 36 429), а середній дохід на одну сім'ю — 43 847 доларів (медіана — 34 930). Медіана доходів становила 25 742 долари для чоловіків та 21 368 доларів для жінок. За межею бідності перебувало 31,3 % осіб, у тому числі 43,6 % дітей у віці до 18 років та 22,8 % осіб у віці 65 років та старших.
Цивільне працевлаштоване населення становило 9588 осіб. Основні галузі зайнятості: виробництво — 20,2 %, освіта, охорона здоров'я та соціальна допомога — 13,8 %, роздрібна торгівля — 12,3 %.

### Перепис 2000
За даними перепису 2000 року, населення Кадагі становить 24 208 осіб, 5 419 домогосподарств і 4806 сімей, що проживають в місті. Густота населення дорівнює 8 345,3 чол/км. У місті 5542 одиниці житла із середньою щільністю 1 910,5 од/км². Расовий склад міста включає 43,14 % білих, 1,24 % чорних або афроамериканців, 1,28 % корінних американців, 0,74 % азіатів, 0,17 % вихідців з тихоокеанських островів, 48,06 % представників інших рас та 5,37 % представників двох і більше рас. 94,14 % з усіх рас — латиноамериканці.
З 5419 домогосподарств 66,0 % мають дітей віком до 18 років, 57,6 % є подружніми парами, які проживають разом, 21,7 % є жінками, що живуть без чоловіків, а 11,3 % не мають родини. 8,1 % всіх домогосподарств складаються з окремих осіб, в 3,5 % домогосподарств проживають самотні люди у віці 65 років та старше. Середній розмір домогосподарства склав 4,47, а середній розмір родини — 4,58.
У місті проживає 39,9 % населення у віці до 18 років, 12,4 % від 18 до 24 років, 32,3 % від 25 до 44 років, 11,7 % від 45 до 64 років, і 3,7 % у віці 65 років та старше. середній вік населення — 24 року. На кожні 100 жінок припадає 97,7 чоловіків. На кожні 100 жінок у віці 18 років та старше припадає 97,4 чоловіків.
Середній дохід на домашнє господарство склав $29 040, а середній дохід на сім'ю $28 833. Чоловіки мають середній дохід в $19 149 проти $16 042 у жінок. Дохід на душу населення дорівнює $8 688. Близько 26,4 % сімей та 28,3 % всього населення мають дохід нижче прожиткового рівня, у тому числі 34,1 % з них молодше 18 років і 18,1 % від 65 років та старше.